# Hot Love (Lied)
Hot Love ist ein Lied der britischen Glam-Rock-Gruppe T. Rex aus dem Jahr 1971. Es wurde von Marc Bolan, dem Sänger und Frontmann von T. Rex, komponiert, der überhaupt so gut wie alle Lieder der Gruppe komponiert hatte. Es ist der erste Song, mit dem die Gruppe an die Spitze der britischen Charts gelangte. In Deutschland erreichte das Lied die Position 3 und hielt sich insgesamt 26 Wochen in den deutschen Charts. Das Lied erschien auf keinem der regulären Alben der Gruppe. Der Auftritt von T. Rex in den Top of the Pops im Jahr März 1971, bei dem sie Hot Love spielten, wird mehrfach als Geburtsstunde des Glam-Rock bezeichnet. Bei diesem Auftritt hatte sich Marc Bolan Glitzer auf seine Wangen geschmiert. In der Guardian-Liste der besten Glam-Rock-Songs aller Zeiten erscheint der Song auf Nummer 1.